# 大山伯耆
大山 伯耆（おおやま ほうき、? - 慶長5年9月15日（1600年10月21日））は、安土桃山時代の武将。実名は不明。黄母衣十三人、若江八人衆の一人。伯耆守。
豊臣秀長に仕え、秀長の死後に石田三成に仕える。秀吉の九州攻めの際、勝山城で諸大名から一人ずつ力士を選抜し相撲を取らせた時に、石田家中からは大山が選びだされた（『角力読本国技』）。
慶長4年（1599年）、三成が伏見から佐和山へ退去の際、蒲生郷舎と共に護衛をした。
慶長5年（1600年）伏見城攻めには高野越中と共に三成の代理として出陣した。関ヶ原の戦いに先鋒として参戦したが討死した（『前田家所蔵文書』『武家時記』『関原軍記大成』）。